# Berg (Afrique du Sud)
Pour les articles homonymes, voir Berg.
Le Berg est un fleuve de l'Afrique du Sud situé dans la province du Cap-Occidental.

## Géographie
Il prend sa source dans le massif montagneux de Drakenstein, au sud de Franschhoek, s'écoule vers le nord, puis vers l'ouest, et se jette dans l'océan Atlantique, dans la baie de Saldagne après un parcours de presque 300 km.

## Histoire
Le pays était habité par les Bushmen depuis toujours. Les Portugais ont découvert ce fleuve à l'occasion de la découverte de la baie de Sainte Hélène, lors de l'expédition de Vasco de Gama vers les Indes en 1497. Un marin (anonyme) de l'expédition raconte cette découverte : "il trouva que cette baie était bonne et sûre, abritée de tous les vents, à l'exception du nord-ouest: elle gît est et ouest; on lui imposa le nom de Sainte-Hélène (Santa-Ellena). (...) A quatre lieues de cette baie, vers le sud-ouest, coule un fleuve qui vient de l'intérieur; à son embouchure, il n'a pas plus d'un jet de pierre de deux ou trois brasses de profondeur; on l'appela le rio Santiago".
Le premier nom de la rivière Berg fut donc le Rio Santiago.
Le premier néerlandais à voir le fleuve Berg en 1657 fut Abraham Gabbema mandaté par le gouverneur néerlandais de la colonie du Cap Jan van Riebeeck pour faire de la viande avec les Khoïkhoïs. Gabbema nomma alors le cours d'eau Groot Berg Rivier.
Dans les années qui suivront, la plupart des hommes envoyé par van Riebeeck ont remonté les eaux du fleuve et suivi son cours sinueux vers le nord.
Malgré la visite de Gabbema, le bassin versant de Berg ne sera guère mis en valeur jusqu'à l'arrivée du gouverneur Simon van der Stel entre 1679 et 1699, puisqu'avant cette époque, seule la ville du Cap et sa péninsule été développée. Van der Stel invita alors des colons à venir s'installer dans la région, afin qu'ils puissent mettre en valeur les terres fertiles environnantes. Les premières colonies européennes à s'y établir furent celles de Paarl et de la vallée de Drakenstein en 1687. Celles de Franschhoek, Wellington et Tulbagh ont été établis peu après.